# Эль-Манати (Мексика)
Эль-Манати — археологический памятник, относящийся к Ольмекской культуре. Располагается в 60 км к югу от Коацакоалькоса, в муниципалитете Идальготитлан, в 27 км к юго-востоку от Минатитлана в мексиканском штате Веракрус. На временном отрезке с 1600 г. до н.э. по 1200 г. до н.э. являлся местом расположения священного жертвенного болота Ольмеков.
Впервые Эль-Манати был открыт в 1987 году. В числе обнаруженных находок: деревянные скульптуры, каучуковые мячи, церемониальные топоры и другие предметы, в том числе кости младенцев. Деревянные скульптуры и каучуковые мячи являются древнейшими из подобных находок, сделанных в Мексике.

## Находки

### Деревянные бюсты
В ходе третьих раскопок, в 1989 году были обнаружены 37 деревянных скульптур, хорошо сохранившихся благодаря заболоченности региона. Согласно проведённым исследованииям, бюсты были изготовленны из древесины деревьев сейба и момбин около 1200 г. до н.э. Большинство изделий были стилизованы, ожнако многообразие индивидуальных выражений лиц натолкнуло исследователей на мысль о возможном их портретном свойстве. Многие скульптуры были ритуально захоронены совместно с другими предметами, например, с привязанными к ним топорами или осколками обсидиана.
Некоторые из этих голов были украдены и позже найдены в Германии в руках торговцев археологическими предметами.

### Резиновые мячи
В число находок так же вошли двенадцать каучуковых мячей удивительно  хорошей сохранности. При детальном исследовании выяснилось, что они были изготовлены их двух видов вулканизированного каучука.

### Церемониальные топоры и детские кости
Неизвестно, как погибли младенцы, однако найденные останки указывают на возможность человеческих жертвоприношений у Ольмеков. В одном месте с костями зачастую обнаруживали церемониальные топоры, обсидиановые ножи без следов использования, бусины из зеленого камня, фрагменты фигурок с детскими лицами. Другие свидетельства распространённости подобных практик в их культуре обнаружить не удалось.

### Какао
Из сообщения Национального Музея Антропологии Мексики от 30 июля 2008 года INAH следует, что анализ остатков, найденных в керамическом сосуде в Эль-Манати, датируемом примерно 1750 годом до н. э., показал, что в сосуде находилась основа для какао-напитка, который, вероятно, употребляла местная элита.